# Nokia N70
Le Nokia N70 est un smartphone multimédia 3G fabriqué par Nokia et lancé au début d’année 2006. le plus compact de sa famille et facile à utiliser. Il intègre un appareil photographique d'une définition de 2 mégapixels, le Nokia N70 est aussi doté d'une radio FM stéréo, d'un baladeur numérique et de nouveaux jeux en 3D.

## Caractéristiques

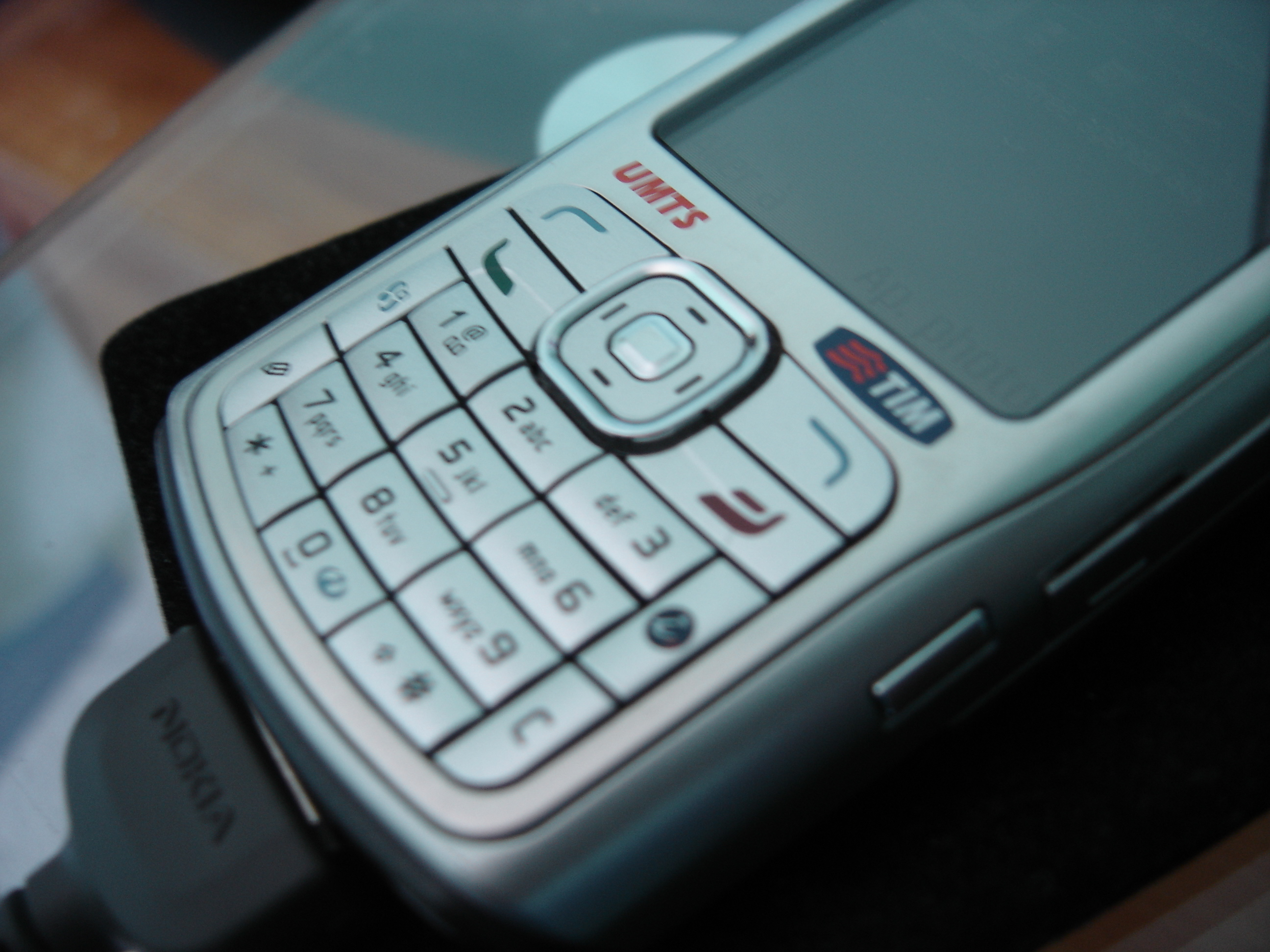
Nokia N70

Le N70 est un mobile 3G compact. Il a été lancé en début d’année 2006. Grâce à son système d’exploitation Symbian Série 60, il embarque une radio "VisualRadio", 2 appareils photo, le 1er à l’arrière avec 2 Mégapixels, et le 2e en façade VGA (0.3 méga pixel) pour les appels vidéo, il sert aussi de TV et lecteur vidéo (mp4, 3GP, H.261…). Il dispose d’un port HotSWAP pour l’insertion facile d’une carte mémoire RS-MMC (Reduced Size Multimedia Card), son écran est doté d’une définition de 208×176 pixels. Il est fourni avec son kit piéton, le CD PCsuite, le câble USB PopPort, une carte de 64 Mo (avec applications préinstallées), un chargeur de voyage, et un adaptateur pour les anciens chargeurs (en cas de perte du chargeur fourni).
La particularité du système Symbian S60 est qu’on peut personnaliser son N70 avec thèmes, applications … 

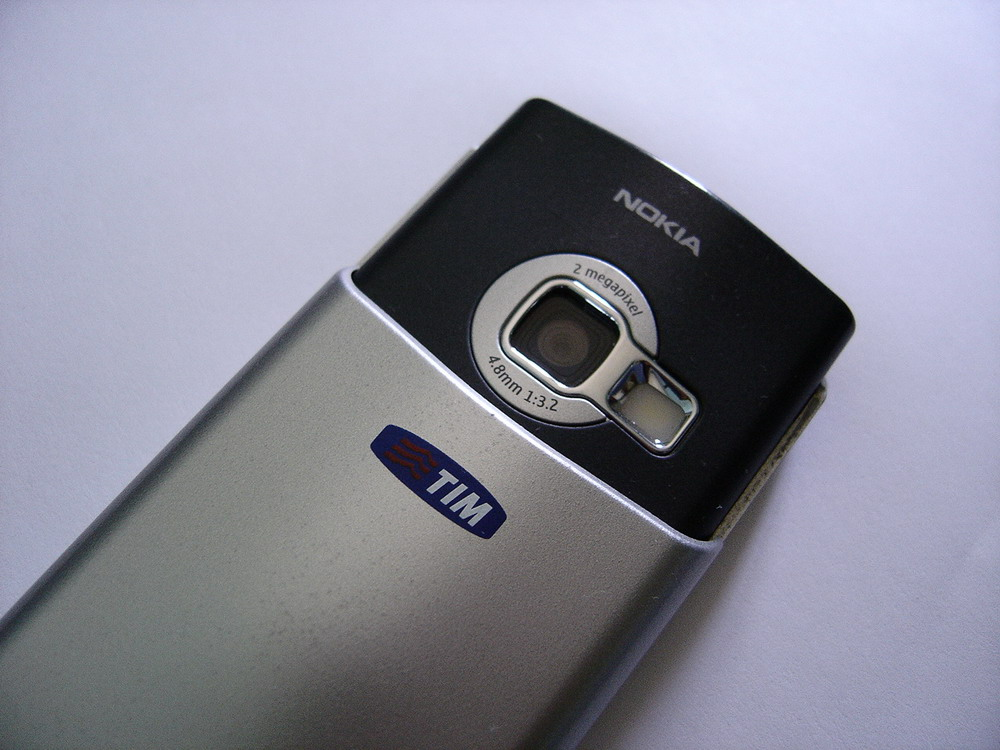
La caméra principale de Nokia N70

Au moment de son lancement, le N70 est le plus petit appareil Série 60, et celui qui a le plus la capacité de la mémoire à côté de la mémoire et de son système est peut-être la dernière du 8 V2 Symbian OS PC2 et PC3 dispositifs libéré par Nokia, depuis la présentation de leur nouvelle OS9 plate-forme sortie en 2003 qui offre plus de souplesse que l’original qui a été développée en 1998 et mis à jour depuis lors. 
En 2006, Nokia a publié le Nokia N70 Music Edition qui présentait une norme N70, mais avec une carte mémoire de 1 Go, adaptateur audio 3,5 mm et noir Music Edition enveloppe. 
Le DAS est de 0,93 W/kg

## N70 Music Edition
Nokia a mis en vente son Music Edition série composée de trois téléphones Nokia N70, Nokia N73 et Nokia N91.  Tous avaient des boîtiers noirs et de nouvelles ventes de boîtes et de paquets. Celles-ci ont été spécialement pour leur capacité de stockage supplémentaire par rapport à leurs prédécesseurs. 

## Modèle N70-5
Nokia N70 a également mis en vente ce modèle qui fonctionne dans les bandes de fréquences 900/1 800/1 900 MHz, mais non compatible 3G. Il a été livré pour la Chine et l’Est de l’Europe des marchés et offre une option pour les utilisateurs qui n’ont pas envie ou besoin des services 3G.